# 欧马特尔
欧马特尔（法語：Aumâtre，法語發音：[omatʁ]）是法国上法蘭西大區索姆省的一个市镇，属于阿布维尔区。

## 地理
欧马特尔（49°55'10"N, 1°46'20"E）面积5.57 平方千米，位于法国上法蘭西大區索姆省，该省份为法国北部沿海省份，北起加来海峡省和北部省，西接滨海塞纳省和大西洋英吉利海峡，南至瓦兹省，东临埃纳省。
与欧马特尔接壤的市镇（或旧市镇、城区）包括：卡讷西耶尔、昂丹维尔、方丹勒塞克、弗雷努瓦-昂丹维尔、弗雷特屈斯、维默地区利涅尔、穆夫利耶尔。
欧马特尔的时区为UTC+01:00、UTC+02:00（夏令时）。

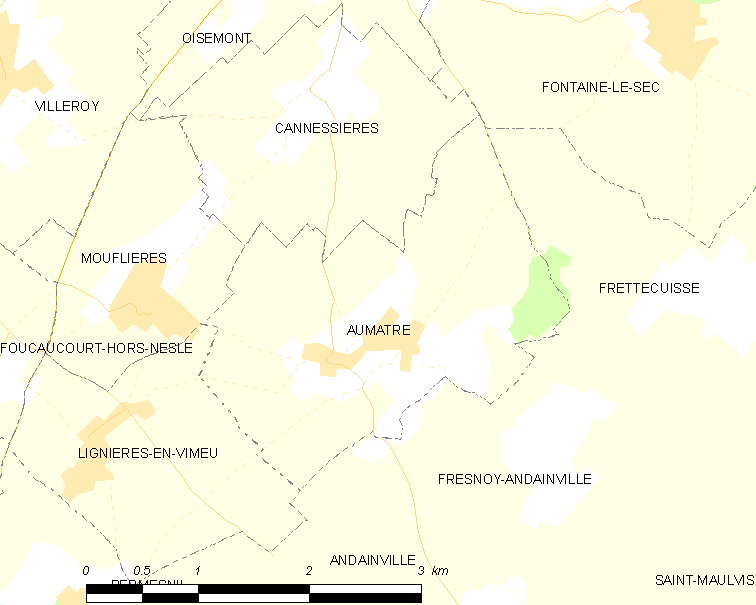
欧马特尔的OSM定位图

## 行政
欧马特尔的邮政编码为80140，INSEE市镇编码为80040。

## 政治
欧马特尔所属的省级选区为皮卡第地区普瓦县。

## 人口

1962-2008年间欧马特尔人口变化图示

欧马特尔于2022年1月1日时的人口数量为171人。